# Conophorus fuliginosa
Conophorus fuliginosa är en tvåvingeart som först beskrevs av Christian Rudolph Wilhelm Wiedemann 1820.  Conophorus fuliginosa ingår i släktet Conophorus och familjen svävflugor. Inga underarter finns listade i Catalogue of Life.